# 니콜라 레그로탈리에
니콜라 레그로탈리에(이탈리아어: Nicola Legrottaglie, 1976년 10월 20일 ~ )는 옛 이탈리아의 축구 선수이다.

## 수상
유벤투스
- 수페르코파 이탈리아나:2003
- 세리에 B:2006-2007
- 코파 이탈리아:준우승 2003-2004

밀란
- 세리에 A:2010-2011